# グレッグ・ビソネット
グレッグ・ビソネット（Gregg Bissonette、1959年6月9日 - ）は、アメリカ合衆国のドラマー。セッション・スタジオ・ミュージシャンとして活動。
「ローリング・ストーン誌の選ぶ歴史上最も偉大な100人のドラマー」において52位。

## 略歴
アメリカのハードロック・バンド、ヴァン・ヘイレンのカリスマ的ボーカリストだったデイヴィッド・リー・ロスが1985年に脱退して1986年にソロ活動を始めた際、彼のバンドのドラマーを務めてスティーヴ・ヴァイ（ギター）、ビリー・シーン（ベース）と共演した。
ロスのバンドで活動した経歴からハードロックのドラマーのイメージが強いが、フュージョン等の分野でも活躍するテクニシャン。リンゴ・スターやスティーヴ・ルカサー、ラリー・カールトンのアルバムやライブ・セッションに参加している。1995年にはTOTOのサイモン・フィリップスの代役を務めた。
弟のマット・ビソネットはベーシストで、兄と同じくロスやスターのバンドに参加した他、ジョー・サトリアーニやボズ・スキャッグス等とも共演している。

## ディスコグラフィ

### リーダー・アルバム
- Siblings (1992年、Dogs In Space Music)
- 『グレッグ・ビソネット』 - Gregg Bissonette (1998年、Mascot)
- 『サブマリン』 - Submarine (2000年、Favored Nations)
- Great Composers Of Jazz (2000年、Fine Tune) ※with デイヴィッド・ベノワ、ブライアン・ブロンバーグ
- Warning Will Robinson (2013年)

### 参加アルバム
- デイヴィッド・リー・ロス : 『イート・エム・アンド・スマイル』 - Eat 'Em And Smile (1986年)
- デイヴィッド・リー・ロス : 『スカイスクレイパー』 - Skyscraper (1988年)
- デイヴィッド・リー・ロス : 『ア・リトル・エイント・イナフ』 - A Little Ain't Enough (1991年)
- ジョー・サトリアーニ : 『ジ・エクストリーミスト—極—』 - The Extremist (1992年)
- ジョー・サトリアーニ : 『タイム・マシーン』 - Time Machine (1993年)
- ジョー・サトリアーニ : 『ジョー・サトリアーニ』 - Joe Satriani (1995年)
- スティーヴ・ヴァイ : 『ファイヤー・ガーデン』 - Fire Garden (1996年)
- スティーヴ・ヴァイ : 『ウルトラ・ゾーン』 - The Ultra Zone (1999年)
- スティーヴ・ルカサー : 『LUKE』 - Luke (1997年)
- スティーヴ・ルカサー : 『サンタメンタル』 - Santamental (2003年)
- B'z : 『B'z The Best "Treasure"』 (1998年) ※1996年の参加シングル「Real Thing Shakes」収録
- サンタナ : 『スーパーナチュラル』 - Supernatural (1999年)
- アンディ・サマーズ : 『シンエスシィージア』 - Synaesthesia (1995年)
- アンディ・サマーズ : 『ザ・ラスト・ダンス・オブ・ミスター・X』 - The Last Dance of Mr. X (1997年)
- ドン・ヘンリー : 『インサイド・ジョブ』 - Inside Job (2000年)
- 浜田麻里 : 『Sur lie』 (2007年)
- 浜田麻里 : 『Aestetica』 (2010年)
- 浜田麻里 : 『Legenda』 (2012年)
- 浜田麻里 : 『Mission』 (2016年)
- 浜田麻里 : 『Gracia』 (2018年)
- 高中正義 : 『Woodchopper's Ball』 (1994年)
- T-SQUARE : 『FRIENDSHIP』 (2000年)
- 中島みゆき : 『パラダイス・カフェ』 (1996年)

### 教則ビデオ
- 『グレッグ・ビソネット プライベートレッスン』（1990年）
- 『グレッグ・ビソネット2』（1993年）